# 2001 FNS歌謡祭

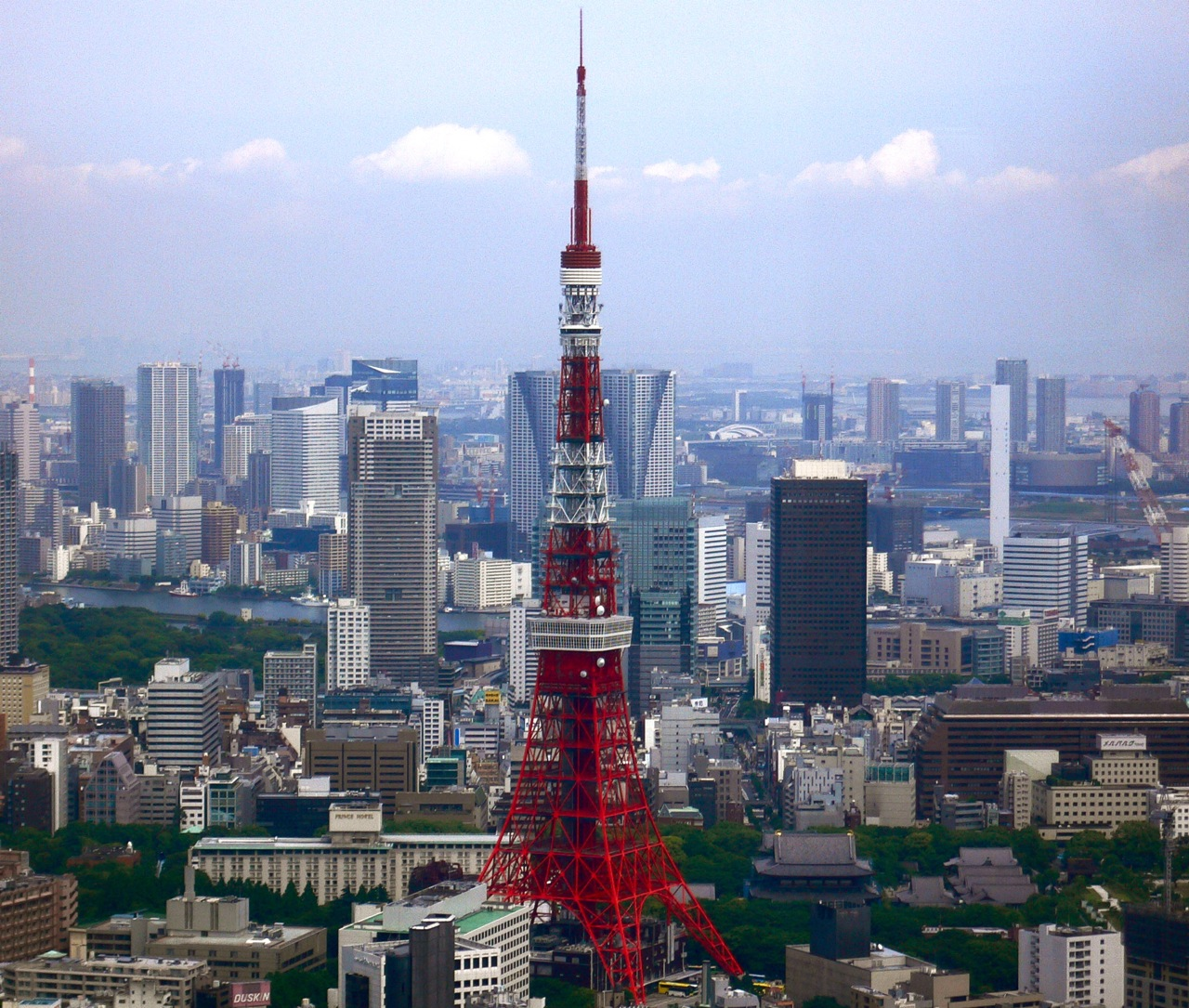
SMAPが出演した東京タワー

『2001 FNS歌謡祭』（2001 エフエヌエスかようさい）は、フジテレビ系列で2001年12月6日 19:00 - 22:03（JST）に生放送された通算30回目の『FNS歌謡祭』。

## 概要
21世紀初の放送。今回は前々回以来の3時間超えの放送となった。

## 当日のステージ
SMAPは不祥事で活動を自粛していた稲垣吾郎を除く4人で出演、前回同様に東京タワーから生中継で出演した。
演歌・歌謡曲勢は北島三郎のみの出演となった。
今回のトップバッターは嵐が一昨年・昨年に引き続き3年連続で3回目の担当して、「君のために僕がいる」を披露した。さらに、続けて2曲目で「時代」を披露して、2曲のメドレーで披露した。
大トリでは北島三郎が久しぶりに担当して、「まつり」を披露した。
ジャニーズ事務所からはSMAP、TOKIO、V6、KinKi Kids、嵐の5組が出演した。

## 出演者

### 司会
- 楠田枝里子
- 川端健嗣（当時：フジテレビアナウンサー）

### 出演アーティスト
- 安室奈美恵
- 嵐
- Every Little Thing
- Gackt[2]
- 北島三郎
- KinKi Kids
- GLAY
- 郷ひろみ
- 小柳ゆき
- J-FRIENDS
- Sting
- SMAP
- TOKIO
- DREAMS COME TRUE
- 浜崎あゆみ
- hitomi
- hiro
- V6
- 平井堅
- ポルノグラフィティ
- 松たか子
- 観月ありさ
- モーニング娘。

太字は当年のNHK『第52回NHK紅白歌合戦』にも出場した歌手である。

### 音楽・演奏
- 武部聡志音楽団

## セットリスト
| 順番 | アーティスト       | 楽曲                                      |
| ---- | ------------------ | ----------------------------------------- |
| 1    | 嵐                 | 君のために僕がいる                        |
| 2    | 嵐                 | 時代                                      |
| 3    | hiro               | Your innocence                            |
| 4    | hitomi             | IS IT YOU?                                |
| 5    | Every Little Thing | fragile                                   |
| 6    | DREAMS COME TRUE   | SNOW DANCE (1999)                         |
| 7    | Gackt              | ANOTHER WORLD                             |
| 8    | 観月ありさ         | VACATION (朝倉いずみ with ナースのお仕事) |
| 9    | Every Little Thing | jump                                      |
| 10   | ポルノグラフィティ | ヴォイス                                  |
| 11   | 小柳ゆき           | remain〜心の鍵                            |
| 12   | モーニング娘。     | ザ☆ピ〜ス!                                |
| 13   | 郷ひろみ           | GOLDFINGER '99 (1999)                     |
| 14   | 安室奈美恵         | CAN YOU CELEBRATE? (1997)                 |
| 15   | GLAY               | 嫉妬                                      |
| 16   | V6                 | 出せない手紙                              |
| 17   | 浜崎あゆみ         | Dearest                                   |
| 18   | KinKi Kids         | Hey! みんな元気かい?                      |
| 19   | DREAMS COME TRUE   | いつのまに                                |
| 20   | TOKIO              | DR                                        |
| 21   | 安室奈美恵         | Say the word                              |
| 22   | モーニング娘。     | Mr.Moonlight 〜愛のビッグバンド〜         |
| 23   | 平井堅             | gaining through losing                    |
| 24   | 郷ひろみ           | この世界のどこかに                        |
| 25   | 松たか子           | ココニイルコト                            |
| 26   | J-FRIENDS          | ALWAYS (A SONG FOR LOVE)                  |
| 27   | Sting              | FRAGILE                                   |
| 28   | SMAP               | 雪が降ってきた (1992)                     |
| 29   | SMAP               | オレンジ (2000)                           |
| 30   | 北島三郎           | まつり (1984)                             |

## スタッフ
- 構成：玉井貴代志／高須晶子
- 美術制作：石鍋伸一朗、井上幸夫
- デザイン：越野幸栄
- 美術進行：足立和彦、内山高太郎
- 大道具：齋藤二郎、引馬幹晴
- アートフレーム：長濱大作
- LED：丸山明道
- アクリル装飾：渋谷哲也
- 電飾：渡辺信一
- 視覚効果：小熊雅樹
- 特殊装置：福田隆正
- 生け花装飾：長崎由利子
- メイク：梅沢文子
- 楽器：磯元洋一
- 技術：馬場直幸
- カメラ：関克哉
- 音声：相馬厚
- 映像：中村有吾
- 照明：植松晃一
- バリライト：土屋欣宥（バリライトアジア）
- PA：山本祐介
- クレーン：明光セレクト、ダブルビジョン、K&L、S.J.P、遠藤製造所
- 特殊技術
  - カメラ：小川経一
  - モーションコントロールカメラ：稲葉貞則、段和男
  - 映像：川崎淳
  - 音声：斉藤哲史、中村仁
  - ムービー撮影：鯵坂輝国
  - ムービー照明：中須岳士
  - カラリスト：石原泰隆
  - CGプロデュース：近藤研策
  - 技術協力：IMAGICA、テレユース、三和映材、アペックス、ソニーPCL
  - ロケ協力：イケヤ
  - ムービー出演：リチャード・グロス
  - ナレーション：サイモン・ラブティ
- 編曲：荒木陽太郎（ハーフトーンミュージック）
- 音響効果：川端智之・中田圭三（4-Legs）
- 編集：加賀学・永嶋晃（共同テレビ）、鈴木敬二（D-Craft）
- MA：吉田肇（IMAGICA）
- 電子タイトル：吉田明
- 広報：谷川有季
- TK：平野美紀子、松下絵里、槇加奈子
- リサーチ：楠静、竹尾明子、前田久美子、宇宙田かい
- 運営：4-Legs／三慶サービス
- プロデューサー：水口昌彦、きくち伸
- 演出：
- 技術協力：八峯テレビ、共同テレビジョン、サンフォニックス、FLT、PRGアジア
- 協力：グランドプリンスホテル新高輪、東京プリンスホテル
- 制作：フジテレビ制作2部
- 制作著作：フジテレビ